# Tavria Games Holding
Tavria Games Holding (TGH) — українське об'єднання компаній, що діють у сферах медіа, соціальних проєктів, івент індустрії та реклами. Об'єднання декларує своїми пріоритетами: створення позитивного іміджу України у світі; допомогу Збройним Силам України; боротьбу на інформаційному фронті; підтримку української культури та дитячої творчості.

## Історія
Ініціатор створення TGH — підприємець Микола Баграєв..

## Структура
Під брендом TGH об'єднані:
- TAVR MEDIA — радіогрупа. В управлінні радіогрупи дев'ять радіостанцій: Хіт FM, Radio ROKS, KISS FM, Radio RELAX, Мелодія FM, Наше Радіо, Radio JAZZ, Classic Radio і Радіо Байрактар;[3]
- М1, М2 — телеканали;
- Profi Group — сервісна компанія з технічного забезпечення заходів;
- TicketsBox — квитковий сервіс;
- РТМ Україна — оператор зовнішньої реклами;
- Таврійські Ігри — організатор подій.

До керівної ради TGH входять керівники компаній та партнери: Микола Баграєв (засновник TGH), Ігор Чернишов (TAVR MEDIA), Натела Чхартішвілі–Зацаринна (М1 та М2), Євген Гусаров (Profi), Вадим Чернецький (TicketsBox та TicketsBox CRM), Олег Невельчук (РТМ Україна), Максим Павленко (Таврійські Ігри).

## Соціальні інвестиції
Всеукраїнський благодійний Таврійський фонд — створений у 1998 році і зосереджений на підтримці сучасної української культури, дитячої творчості, допомозі дітям у самореалізації та розв'язанні нагальних проблем, збереженні та розвитку самобутнього здорового, освіченого, культурного майбутнього України. За підтримки фонду:
- регулярно проходить Всеукраїнський благодійний дитячий фестиваль «Чорноморські Ігри» — найбільше в Україні свято дитячої творчості. У фестивалі взяли участь близько 40 тисяч талановитих дітей.
- діє благодійна платформа dity.help, через яку проводиться збір коштів для допомоги дітям, які постраждали від бойових дій, побували в окупації, залишилися сиротами, втратили можливість здобувати освіту та розвиватись.

Проводяться акції на підтримку Сил Оборони в ефірах радіостанцій TAVR MEDIA, на площинах РТМ Україна, в соцмережах та у форматі благодійних подій.